# 天敵

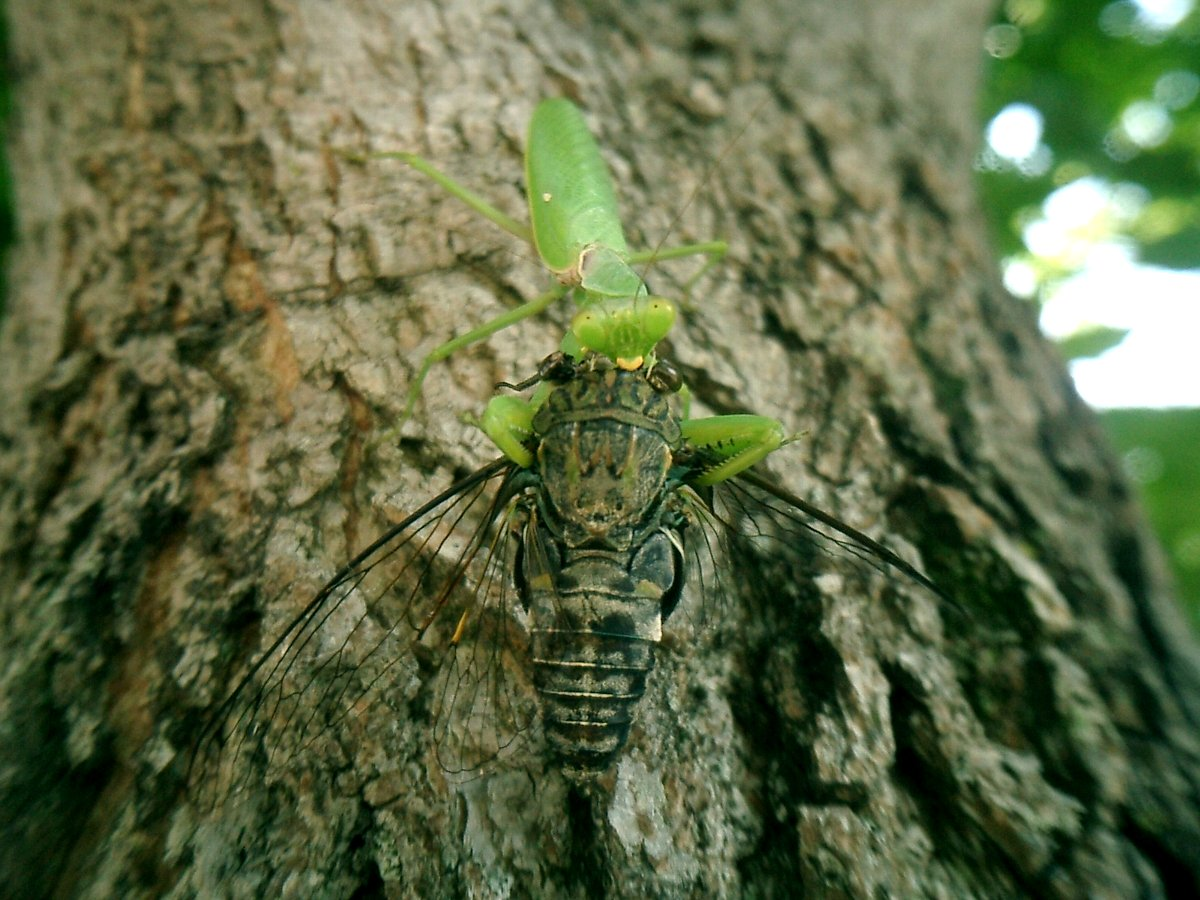

天敵（てんてき、英語：natural enemy）とは、特定生物の死亡要因となる生物種のことである。
生物学以外では、「不倶戴天の敵」、自分が苦手とする人という意味などで使われることがある。

## 天敵とは
自然の生態系では、生物は食う食われるの関係でつながっている。ここで“食う”というのは、必ずしも捕食を意味するものではなく、寄生であっても、相手を殺す寄生になれば、それも含める。たとえば寄生蜂のような捕食寄生のものや病原体も含まれる。そのような生物を、食われる側の生物の天敵と呼ぶ。
実際の生物群集では、あるものを食う生物が一つしかないことは少なく、それぞれの生物は複数の天敵を持つ。ただし、食物網の高い段階のものでは、天敵種が少ないものも存在する。
生物群集では、これら食う食われるの関係が複雑に組み合わさって、各種生物の個体数は、長期的にはおおよそ保たれている。どれかの種が増えれば、それを捕食する天敵が増加し、結果としてその種を減少させる力がそれまでより強まるからである。逆に天敵が増えすぎた場合も、捕食される生物の不足などの諸要因により数が抑制される。
人工的環境である農地では、人為的かく乱による天敵種数と個体数の減少により、害虫が大発生することがよくある。また、外来種のように、それまでそこにはいなかった生物が侵入した場合にも、天敵の不在により、外来種の大発生が引き起こされる可能性がある。

## 天敵による害虫防御
農業生態系においては、自然生態系よりも害虫の大発生は起こりやすい。
一例として、海外から害虫のみが侵入した場合がある。天敵は侵入しないで、害虫のみが侵入した場合は、トップダウンの害虫抑制効果がない状態であり、この侵入害虫は多発生する。この場合は、侵入地の生態系が乱れる可能性があり、侵入種の攻撃対象が農作物の場合は、多大な農業被害を受けることになる。しかし、侵入した土地において、侵入種の防除のために農薬を広範囲に散布すると、農薬の非標的な影響によって、生物相がさらにかく乱される可能性もある。そのため、侵入した害虫が元々すんでいた場所から有力な天敵を侵入地に導入することで、侵入害虫を特異的に防除する場合がある。このような害虫防除法は、侵入地での個体群の定着を目的としているため、永続的な効果があり、伝統的生物的防除と呼ばれている。侵入種を特異的に防除できない場合は、過去の事例から、生態系への悪影響を及ぼす可能性があり、近年では生態系への影響を評価した上での天敵導入が推奨されている。
一方で、農地における人為的かく乱により、害虫を抑制する特定の天敵種が欠乏または欠落している場合は、人為的に天敵種を放して、圃場で飼う場合がある。この方法は歴史上2番目の天敵による害虫防除技術となり、放飼増強法という。放飼増強法には、2種類あり、少しだけ放して天敵が増えたころに害虫を抑制する方法と、大量に放してすぐに害虫を防除する方法がある。前者を接種的放飼と呼び、後者を大量放飼という。日本では、天敵利用といえば一般的に接種的放飼のことを指しており、農薬を使わないという環境問題の解決手段としてよりは、農業従事者に好まれる省力化技術として施設栽培を中心に徐々に普及している。
3番目の天敵による害虫防除技術として、土着天敵の保護利用がある。この方法は、圃場やその周辺にそもそも存在する天敵を呼び込んだり、数が増えるように植生などを管理したりする方法である。現在、この方法に注目が集まっているが、害虫防除技術として確立しているとは言えない状態である。
土着天敵の利用例
「タバコカスミカメ」というカメムシの一種は、施設栽培のナスやトマト等で利用例がある。

## 天敵利用の功罪
伝統的生物的防除や外来種の放飼増強の場合は、標的の侵入種を特異的に攻撃しない天敵は、非標的に他の生物を攻撃するため、生態系に悪影響があると考えるのが一般的である。しかし、現在では導入しようとしている天敵の攻撃範囲をあらかじめ調べることが推奨されているため、生態系に悪影響があるような天敵の導入は非現実かつ皆無である。マングースなどの哺乳類の導入は、その食性幅が広く、非標的に生物を捕食するため、一般的に生態系への悪影響があり、現代では推奨されていない。また、節足動物の導入の場合は、侵入害虫による生態系への悪影響を防いだ例の方が圧倒的に多く、外来種に対する対処的手法としては、農薬散布よりも重要かつ効果的である。また、外来種に対しての現実的防除手法は、天敵を利用するしかないのが現状である。